# Ужгородська дирекція залізничних перевезень
Ужгородська дирекція залізничних перевезень (ДН-5) — одна з п'яти дирекцій Львівської залізниці АТ «Укрзалізниця». Обслуговує Закарпатську область (крім східної частини). Управління дирекції розташоване за адресою: м. Ужгород, вул. Тихого, 8.
Ширина колії — 1520 мм, але на деякі прикордонні станції (Чоп, Дяково, Батьово) з країнами Східної Європи існують колії шириною 1435 мм.
На станціях Чоп та Мукачево діють перевалочні пункти та пункти перестановки візків вагонів. Також на території дирекції знаходиться вузькоколійка 750 мм Берегове — Хмільник — Іршава та Виноградів — Хмільник — Іршава.

## Межі дирекції
Дирекція межує з:
- Львівською дирекцією Львівської залізниці (перегони Опорець — Бескид та Беньове — Сянки);
- Словацькими залізницями (перегон Чоп — Чєрна-над-Тисою та Павлове — Вельке Капушани);
- Угорськими залізницями (перегон Чоп — Загонь та Соловка — Єпер'єшке);
- Румунськими залізницями (перегон Дяково — Халмеу та Тересва — Кимпулунг-ла-Тиса).

## Основнізалізничні вузли
| Основні станції Ужгородської дирекції залізничних перевезень |      |               |
| Станція                                                      | Фото | Рік відкриття |
| Ужгород                                                      |      | 1872          |
| Чоп                                                          |      | 1872          |
| Батьово                                                      |      | 1872          |
| Мукачево                                                     |      | 1872          |
| Берегове                                                     |      | 1872          |
| Королево                                                     |      | 1872          |

## Підрозділи
До складу дирекції входять:
- ТЧ-9 Мукачеве;
- ТД-10 Чоп;
- ТЧ-12 Берегове;
- РПЧ-5 Королево;
- ЛВЧ-5 Ужгород.

## Рухомий склад
- електровози ВЛ11;
- тепловози М62, ЧМЕ3, ТУ2 (750 мм);
- дизель-поїзди Д1[1].